# نيسرية ويفيرية
نيسرية ويفيرية (الاسم العلمي: Neisseria weaveri) هي نوع من البكتيريا تتبع جنس النيسرية من فصيلة نظيرات النيسرية.